# Галисийская Википедия
Галиси́йская Википе́дия (галис. Wikipedia en galego, устоявшимся является название галисийского раздела Википедии — Галипедия галис. Galipedia) — раздел Википедии на галисийском языке.
В ноябре 2005 года была написана 10 000 статья. 23 июля 2009 года — 50 000.
23 июля 2009 года количество статей в галисийском разделе превысило 50 000, а к 4 марта 2013 года достигла 100 000-й статьи.

## Статистика
По состоянию на 3:20 (UTC) 21 марта 2025 года раздел содержит 219 786 статей, занимая по этому параметру 53-е место среди всех языковых разделов.
В разделе зарегистрировано 153 051 участник, 6 из них имеют статус администратора; 258 участников совершили какие-либо действия за последние 30 дней; общее число правок за время существования раздела составляет 6 999 389.
Данный раздел использует принцип добросовестного использования (fair use). В настоящее время общее количество загруженных в раздел файлов составляет 36.